# Microrhopias
Microrhopias is een geslacht van vogels uit de familie Thamnophilidae. Het geslacht telt één soort:
- Microrhopias quixensis  –  Spikkelvleugelmiersluiper